# ISO/IEC 27032
El estándar o normativa ISO/IEC 27032:2012  "Tecnologías de la información - Técnicas de seguridad - Directrices para la Ciberseguridad” abarca el ámbito de la Ciberseguridad, y ha sido publicado en 2012 por ISO (Organización Internacional de Normalización). En particular, ofrece unas líneas generales de orientación para fortalecer el estado de la ciberseguridad en una empresa, centrándose en diferentes aspectos técnicos y otros relacionados:
- Seguridad en las Redes.
- Seguridad en Internet.
- Seguridad de la Información.
- Protección de las Infraestructuras Críticas para la Información.

## Objetivo de la norma
En concreto, la normativa pretende:
- Garantizar la seguridad en los intercambios de información en la Red.
- Crear un marco para mejorar la seguridad en Internet, e intentar garantizar un entorno seguro a través de ciertas directrices de seguridad.
- Facilitar la colaboración segura y fiable para proteger la privacidad de las personas en todo el mundo. De esta manera, puede ayudar a prepararse, detectar, monitorizar y responder a los ataques malignos.

## Estructura del estándar
El estándar desarrolla los siguientes apartados:
1. Objeto y campo de aplicación.
2. Aplicabilidad.
3. Referencias normativas.
4. Términos y definiciones.
5. Abreviaturas.
6. Generalidades.
7. Partes interesadas dentro del Ciberespacio: Consumidores y proveedores.
8. Activos en el Ciberespacio: Información, hardware, servicios, personas...
9. Amenazas contra la seguridad en el Ciberespacio.
10. Roles de las partes interesadas en el Ciberespacio: Consumidores, individuos, organizaciones, proveedores...
11. Directrices para las partes interesadas.
12. Controles de ciberseguridad: Hacking, malware, spyware...
13. Marco de Intercambio y coordinación de la información: Políticas, métodos y procesos, controles de gestión y técnicos...

- Anexo A (Informativo) Preparación para Ciberseguridad
- Anexo B (Informativo) Recursos adicionales
- Anexo C (Informativo) Ejemplos de documentos relacionados